# Straßenradsport-Weltmeisterschaften 2006
Die Straßenradsport-Weltmeisterschaften 2006 fanden vom 19. bis 24. September in Salzburg statt.
Es wurden insgesamt sechs Entscheidungen in den Straßenradsportdisziplinen Einzelzeitfahren und Straßenrennen in den Kategorien Frauen Elite, Männer Elite und Männer U23 ausgefahren. Bei Weltmeisterschaften treten die Fahrer nicht wie üblich für ihre kommerziellen Radsportteams an, sondern fahren in Nationalmannschaften. Die stärksten Nationen – gerechnet nach einem Wertungsschema, das die Erfolge bei den letzten internationalen Wettbewerben berücksichtigt – dürfen hierbei mit bis zu neun Fahrern starten.

## Strecken
Die Zeitfahrwettbewerbe führten die Fahrerinnen und Fahrer in die nördliche Peripherie Salzburgs. Nach dem Start am Ufer der Salzach am Elisabethkai lagen zu Beginn Hallwang und Elixhausen auf dem Weg der Teilnehmer. Danach ging es in Richtung Obertrum. Während die Frauen auf halbem Weg zwischen Elixhausen und Obertrum nahe der Ortschaft Ursprung wendeten, fuhren die U23-Männer bis ins Zentrum von Obertrum und mussten noch ein zweites Mal den Ort Ursprung passieren. Die Elite Männer umrundeten noch zusätzlich den Obertrumer See. Dann folgte der Rückweg nach Elixhausen, von wo die Starter dann wieder über Lengfelden nach Salzburg einfuhren. Das Ziel lag am Mirabellplatz. Der Ort Ursprung war dabei der höchste Punkt der Strecke mit 575 m.
Die Straßenrennen fanden auf einem etwa 22,2 km langen Rundkurs in und um Salzburg statt. Nördlichster Punkt der Strecke war Elixhausen. Dort lag auch der höchste Punkt der Strecke mit 547 m. Start und Ziel befanden sich am Mirabellplatz. Die Herren mussten auf den 12 Umrundungen 2.796 Höhenmeter bewältigen, die Damen 1.398 m und die U23-Männer 1.864 m.

## Wettbewerbe

### Männer

#### Straßenrennen
| Platz | Athlet               | Land | Zeit                    |
| ----- | -------------------- | ---- | ----------------------- |
| 1     | Paolo Bettini        | ITA  | 6:15:36 h (42,476 km/h) |
| 2     | Erik Zabel           | GER  | gl. Zeit                |
| 3     | Alejandro Valverde   | ESP  | gl. Zeit                |
| 4     | Samuel Sánchez       | ESP  | + 0:02 min              |
| 5     | Robbie McEwen        | AUS  | gl. Zeit                |
| 6     | Stuart O’Grady       | AUS  | gl. Zeit                |
| 7     | Uroš Murn            | SVN  | gl. Zeit                |
| 8     | Alexander Botscharow | RUS  | gl. Zeit                |
| 9     | Tom Boonen           | BEL  | gl. Zeit                |
| 10    | Wladimir Gussew      | RUS  | gl. Zeit                |

Länge: 265,9 km (12 Runden à 22,16 km)

Start: Sonntag, 24. September, 10:30 Uhr MESZ
Bereits auf der ersten von insgesamt zwölf Runden hatte sich der Kolumbianer Alex Ardila aus dem Hauptfeld gelöst. Im Verlauf der nächsten Runden stießen weitere Fahrer zu Ardila an die Spitze, während dieser aus der Gruppe zurückfiel. Es verblieb eine elfköpfige Spitzengruppe in der alle Topnationen (Italien, Spanien, Deutschland, Frankreich, USA und Belgien) vertreten waren. Diese Gruppe fuhr zwischenzeitlich etwa 15 Minuten vor dem Feld. Zu Beginn der viertletzten Runde war der Vorsprung auf unter drei Minuten gesunken. Drei Runden vor Schluss war die Gruppe auf 25 Fahrer angewachsen, da weitere Fahrer aus dem Hauptfeld herausgefahren waren. 42 Kilometer vor dem Ziel war der Fluchtversuch dann beendet.
Auf der vorletzten Runde lösten sich dann Moisés Aldape, David Loosli und Kanstanzin Siuzou, die aber wenig später vom Duo Fabian Wegmann und Paolo Bettini überholt wurden. Dahinter bildete sich eine Gruppe mit weiteren Titelfavoriten, die das Duo noch vor der letzten Runde einholte.
Die Schlussrunde war an Spannung kaum zu überbieten. Immer wieder versuchten sich einzelne Fahrer oder Gruppen zu lösen. Erst am Schlussanstieg, dem Gschaiderberg, war es wieder Bettini, der diesen als Erster überfuhr und mit leichtem Vorsprung auf die letzten neun Kilometer ging. Sechs Kilometer vor dem Ziel wurde er aber von der dahinterliegenden Verfolgergruppe gestellt. Nach weiteren erfolglosen Attacken von Davide Rebellin, Fabian Cancellara und David Millar sah es zunächst nach einer Sprintentscheidung eines ca. 50 Fahrer starken Hauptfeldes aus. 500 Meter vor dem Ziel konnten sich jedoch nochmals vier Fahrer – zwei Spanier, einer von ihnen Alejandro Valverde, Erik Zabel und Paolo Bettini – leicht vom Hauptfeld lösen. So kam es auf der Zielgeraden zur Sprintentscheidung dieser Spitzengruppe, die Bettini vor Zabel und Valverde für sich entschied und sich den Weltmeistertitel sicherte, nachdem 50 Meter vor dem Ziel Zabel noch in Führung lag.
Das Feld kam nur zwei Sekunden hinter dem Sieger ins Ziel, das 126 der 198 gemeldeten Fahrer erreichten.

#### Einzelzeitfahren
| Platz | Athlet              | Land | Zeit                    |
| ----- | ------------------- | ---- | ----------------------- |
| 1     | Fabian Cancellara   | CHE  | 1:00:11 h (50,664 km/h) |
| 2     | David Zabriskie     | USA  | + 1:30 min              |
| 3     | Alexander Winokurow | KAZ  | + 1:50 min              |
| 4     | Brian Vandborg      | DNK  | + 1:53 min              |
| 5     | Sebastian Lang      | GER  | + 2:09 min              |
| 6     | Wassil Kiryjenka    | BLR  | + 2:14 min              |
| 7     | Leif Hoste          | BEL  | + 2:31 min              |
| 8     | Michael Rogers      | AUS  | + 2:32 min              |
| 9     | Andrij Hrywko       | UKR  | + 2:45 min              |
| 10    | Wladimir Gussew     | RUS  | + 2:54 min              |

Länge: 50,83 km

Start: Donnerstag, 21. September, 13:30 Uhr MESZ
Im bisher längsten Einzelzeitfahren der WM-Geschichte, das 52 der 53 gemeldeten Fahrer in Angriff nahmen, sicherte sich der Schweizer Zeitfahrspezialist Fabian Cancellara in überlegener Manier den Titel im Kampf gegen die Uhr. Mit einer Zeit von 1:00:11 h (50,664 km/h) lag er am Ende 1:30 Minuten vor Silbermedaillengewinner David Zabriskie aus den USA und 1:50 Minuten vor dem frischgebackenen Vuelta-Sieger Alexander Winokurow aus Kasachstan.
Die erste Richtzeit im Ziel sowie an allen Zwischenzeitmesspunkten hatte überraschend der dänische Zeitfahrmeister Brian Vandborg gesetzt, was am Ende mit dem undankbaren vierten Platz belohnt wurde. Erst die Favoriten auf den Titel waren in der Lage die Zeiten des Dänen zu unterbieten, wobei Cancellara in einer anderen Liga zu fahren schien und die erste Zeitmessung bereits mit 18 Sekunden Vorsprung auf den bis dahin in Führung liegenden passierte. Auch der Sieger der letzten drei Jahre Michael Rogers konnte den Schweizer nicht stoppen und beendete das Rennen am Ende als Achter.
Die deutschen Starter, Sebastian Lang und Andreas Klöden, konnten nicht in die Medaillenränge vorfahren. Lang kam mit 2:09 Minuten Rückstand als Fünfter ins Ziel und verpasste die Bronzemedaille um 19 Sekunden, Klöden enttäuschte als 27. mit 4:42 Minuten Rückstand.

### Frauen

#### Straßenrennen
| Platz | Athletin            | Land | Zeit                    |
| ----- | ------------------- | ---- | ----------------------- |
| 1     | Marianne Vos        | NLD  | 3:20:26 h (39,783 km/h) |
| 2     | Trixi Worrack       | GER  | gl. Zeit                |
| 3     | Nicole Cooke        | GBR  | gl. Zeit                |
| 4     | Noemi Cantele       | ITA  | gl. Zeit                |
| 5     | Priska Doppmann     | CHE  | gl. Zeit                |
| 6     | Oenone Wood         | AUS  | gl. Zeit                |
| 7     | Annette Beutler     | CHE  | gl. Zeit                |
| 8     | Nicole Brändli      | CHE  | gl. Zeit                |
| 9     | Swetlana Bubnenkowa | RUS  | gl. Zeit                |
| 10    | Andrea Graus        | AUT  | gl. Zeit                |

Länge: 132,6 km (6 Runden à 22,1 km)

Start: Samstag, 23. September, 14:30 Uhr MESZ
Im 132,6 km langen Rennen der Damen begannen schon frühzeitig einige Attacken, aber erst die Russin Natalja Bojarskaja und die Kanadierin Anne Samplonius, die sich kurz vor Ende der zweiten von insgesamt sechs Runden absetzen konnten, fuhren sich einen leichten Vorsprung auf das Feld heraus. Kurz vor dem Ende der vierten Runde wurden sie aber gestellt.
Auf der fünften Runde ging das Rennen dann in seine entscheidende Phase. Am Gschaiderberg, fünf Kilometer vor dem Ende der Runde, setzte sich dann eine namhafte 15-köpfige Spitzengruppe ab. In ihr befanden sich unter anderem Trixi Worrack, Judith Arndt, Nicole Brändli, Christiane Soeder, Nicole Cooke, Oenone Wood und Amber Neben. Durch mehrere Attacken versuchten die Deutschen und Schweizerinnen, die beide mit jeweils drei Fahrerinnen vertreten waren, die Favoritin Cooke zu zermürben. Bei der letzten Überquerung des Gschaiderbergs verblieben nur drei Fahrerinnen an der Spitze. Nicole Cooke, Nicole Brändli und Marianne Vos wurden auf der Abfahrt aber wieder von ihren Kontrahentinnen eingeholt. Im spannenden Zielsprint der Gruppe setzte sich die erst 19-jährige Marianne Vos vor Trixi Worrack und Nicole Cooke durch.
Das Hauptfeld kam mit einem Rückstand von 2:07 Minuten ins Ziel, das 94 der 136 gemeldeten Fahrerinnen erreichten. Titelverteidigerin Regina Schleicher stieg nach der zweiten Runde vom Rad und gab das Rennen auf.

#### Einzelzeitfahren
| Platz | Athletin           | Land | Zeit                    |
| ----- | ------------------ | ---- | ----------------------- |
| 1     | Kristin Armstrong  | USA  | 35:04 min (44,638 km/h) |
| 2     | Karin Thürig       | CHE  | + 0:26 min              |
| 3     | Christine Thorburn | USA  | + 0:29 min              |
| 4     | Priska Doppmann    | CHE  | + 0:55 min              |
| 5     | Nicole Cooke       | GBR  | + 0:56 min              |
| 6     | Sulfija Sabirowa   | KAZ  | + 0:59 min              |
| 7     | Judith Arndt       | GER  | + 1:04 min              |
| 8     | Lada Kozlíková     | CZE  | + 1:06 min              |
| 9     | Trixi Worrack      | GER  | + 1:19 min              |
| 10    | Amber Neben        | USA  | + 1:27 min              |

Länge: 26,12 km

Start: Mittwoch, 20. September, 12 Uhr MESZ
Das Rennen stand ganz im Zeichen der Zeitfahrspezialistinnen. So befanden sich am Ende des Tages zwei der Medaillengewinnerinnen des Vorjahres wieder auf dem Treppchen. Insgesamt meldeten 39 Fahrerinnen für das Rennen, davon kamen 37 ins Ziel.
Die US-Amerikanerin Kristin Armstrong, im Vorjahr noch Bronzemedaillengewinnerin, siegte in 35:04 Minuten (44,638 km/h) vor Titelverteidigerin Karin Thürig, die mit 26 Sekunden Rückstand das Ziel erreichte und sich eigentlich auf den Ironman Hawaii vorbereitete. Den dritten Platz belegte Armstrongs Landsfrau Christine Thorburn mit 29 Sekunden Rückstand.
Die deutschen Starterinnen Judith Arndt und Trixi Worrack belegten mit 1:04 bzw. 1:19 Minuten Rückstand die Plätze 7 und 9. Die gebürtige Deutsche und für Österreich startende Christiane Soeder erreichte als 16. das Ziel. Die Tschechin Lada Kozlíková, die an der ersten Zwischenzeitmessung nach 10,1 Kilometern noch mit sieben Sekunden Vorsprung auf Armstrong in Führung gelegen hatte, brach auf dem zweiten Teil der Strecke ein und kam letztendlich als Achte ins Ziel.

### Männer U23

#### Straßenrennen
| Platz | Athlet               | Land | Zeit                    |
| ----- | -------------------- | ---- | ----------------------- |
| 1     | Gerald Ciolek        | GER  | 4:00:50 h (44,146 km/h) |
| 2     | Romain Feillu        | FRA  | gl. Zeit                |
| 3     | Alexander Chatunzew  | RUS  | gl. Zeit                |
| 4     | Francesco Gavazzi    | ITA  | gl. Zeit                |
| 5     | Jelle Vanendert      | BEL  | gl. Zeit                |
| 6     | Robert Gesink        | NLD  | gl. Zeit                |
| 7     | Jos van Emden        | NLD  | + 0:04 min              |
| 8     | Sergei Kolesnikow    | RUS  | + 0:05 min              |
| 9     | Edvald Boasson Hagen | NOR  | gl. Zeit                |
| 10    | Danilo Wyss          | CHE  | gl. Zeit                |

Länge: 177,2 km (8 Runden à 22,15 km)

Start: Samstag, 23. September, 09:00 Uhr MESZ
Wie erwartet gestaltete sich der Rennverlauf des 177,2 km langen Rennes der U23-Herren sehr nervös. Bereits nach sechs Kilometern hatte der Silbermedaillengewinner des Einzelzeitfahrens Michail Ignatjew die erste Attacke lanciert und lag bis in die dritte Runde hinein alleine in Führung.
Danach wechselte die Führung mehrmals. Auf der vierten von insgesamt acht Runden lag eine Sechsergruppe in Führung, die sich am Anstieg zum Gschaiderberg auf drei Fahrer minimierte. Die fünfte Runde überquerte das Feld die Ziellinie geschlossen. Nach der sechsten Runde lag dann eine elfköpfige Gruppe vorne, die sich aber ebenfalls nicht entscheidend absetzen konnte.
Acht der elf Fahrer gingen dann mit etwa 30 Sekunden Vorsprung auf die Schlussrunde. Kurz vor dem letzten Anstieg wurden sie aber eingeholt. Auf der Kuppe des Berges hatte sich dann Alexander Chatunzew leicht abgesetzt. Dahinter folgte eine Quintett, in dem sich auch der Deutsche Gerald Ciolek und der Niederländer Robert Gesink befanden. Sie holten Chatunzew auf der folgenden Abfahrt ein und fuhren zu sechst auf die Zielgerade in Salzburg ein. Dort erwies sich Gerald Ciolek als der stärkste Sprinter und sicherte sich den Weltmeistertitel vor dem Franzosen Romain Feillu und Alexander Chatunzew.
Das Hauptfeld kam mit fünf Sekunden Rückstand ins Ziel, das 144 der 178 gemeldeten Fahrer erreichten.

#### Einzelzeitfahren
| Platz | Athlet               | Land | Zeit                    |
| ----- | -------------------- | ---- | ----------------------- |
| 1     | Dominique Cornu      | BEL  | 49:28 min (47,904 km/h) |
| 2     | Michail Ignatjew     | RUS  | + 0:37 min              |
| 3     | Jérôme Coppel        | FRA  | + 0:45 min              |
| 4     | Alexander Filippow   | RUS  | + 0:52 min              |
| 5     | Edvald Boasson Hagen | NOR  | + 1:13 min              |
| 6     | Stefan Schäfer       | GER  | + 1:21 min              |
| 7     | Logan Hutchings      | NZL  | + 1:25 min              |
| 8     | Simon Špilak         | SVN  | + 1:27 min              |
| 9     | Peter Latham         | NZL  | + 1:29 min              |
| 10    | Kristijan Koren      | SVN  | + 1:36 min              |

Länge: 39,54 km

Start: Mittwoch, 20. September, 14 Uhr MESZ
Das 39,54 Kilometer lange Rennen für das 61 Starter gemeldet hatten, von denen 59 das Ziel erreichten, wurde vom Belgier Dominique Cornu geprägt, der sich in beeindruckender Manier den Weltmeistertitel sicherte. Er kam mit einer Zeit von 49:28 Minuten (47,904 km/h) ins Ziel. Der zweite Platz ging an Vorjahressieger Michail Ignatjew aus Russland, der 37 Sekunden Rückstand hatte. Dritter wurde der hochgehandelte Jérôme Coppel.
Bereits am ersten Zeitmesspunkt lag der Belgier in Führung. Nur der Slowene Kristijan Koren konnte bis dahin mit ihm mithalten, musste aber später seinem hohen Anfangstempo Tribut zollen und kam nur als Zehnter ins Ziel.
Die beiden deutschen Starter, Stefan Schäfer und Tony Martin, belegten abgeschlagen die Plätze 6 und 18.

## Medaillenspiegel
| Platz | Land               | Gold | Silber | Bronze | Gesamt |
| ----- | ------------------ | ---- | ------ | ------ | ------ |
| 1     | Deutschland        | 1    | 2      | –      | 3      |
| 2     | Vereinigte Staaten | 1    | 1      | 1      | 3      |
| 3     | Schweiz            | 1    | 1      | –      | 2      |
| 4     | Belgien            | 1    | –      | –      | 1      |
| 4     | Italien            | 1    | –      | –      | 1      |
| 4     | Niederlande        | 1    | –      | –      | 1      |
| 7     | Frankreich         | –    | 1      | 1      | 2      |
| 7     | Russland           | –    | 1      | 1      | 2      |
| 9     | Kasachstan         | –    | –      | 1      | 1      |
| 9     | Spanien            | –    | –      | 1      | 1      |
| 9     | Großbritannien     | –    | –      | 1      | 1      |

## Doping
Am 20. September, dem Auftakttag der Wettbewerbe, wurden die beiden Argentinier Martín Garrido und Matías Médici in der Klasse „Elite Herren“ und der brasilianische Nachwuchsfahrer Magno Nazaret in der Klasse „U23 Herren“ von den Wettbewerben ausgeschlossen. Bei den Blutkontrollen der UCI wiesen diese drei Fahrer erhöhte Hämatokritwerte auf, die auf ein Doping mit der verbotenen Substanz EPO schließen lassen. Da der erhöhte Wert aber auch natürlicher Herkunft sein kann, wurden die Fahrer mit einer 15-tägigen Schutzsperre belegt, die in einem solchen Fall verhängt wird.
Der österreichische U23-Fahrer Marco Oreggia wurde in der A-Probe positiv auf EPO getestet und ist demgemäß nicht für das U23-Straßenrennen startberechtigt. Bereits zuvor wurden der Steirer Markus Eibegger und der Niederösterreicher Christian Ebner aus dem WM-Kader ausgeschlossen, da sie sich nach Ankündigung eines Dopingtests unerlaubt aus dem Teamcamp entfernten.